# Cristina Molic
Cristina Molic (Kalaraš, 31 dicembre 1990) è una rugbista a 15 italiana di origine moldava, seconda linea del Riviera.

## Biografia
Nata a Kalaraš (od. Călărași) nell’allora Repubblica Socialista Sovietica Moldava, giunse in Italia con la famiglia agli inizi degli anni duemila e si stabilì a Mestre, frazione di Venezia.
Italiana di formazione rugbistica, crebbe sportivamente a Mira nelle giovanili del Riviera del Brenta con le quali debuttò in serie A; esordì nel 2009 in Nazionale ancora priva del passaporto italiano e nel 2010 vinse il suo primo scudetto con il Riviera.
Studentessa in linguistica a Ca’ Foscari di Venezia, prese parte nel 2013 al torneo di rugby a 7 alle Universiadi di Kazan’ in cui l’Italia si aggiudicò l’argento sconfitta in finale 10-30 dalla Russia.
Le sue esperienze internazionali più recenti riguardano il torneo di qualificazione alla Coppa del Mondo femminile 2014, in cui l’Italia mancò l’accesso alla competizione nell’ultima partita contro la Spagna.
Con il Riviera ha inoltre vinto ulteriori due scudetti consecutivi, nel 2012 e 2013.
È fluente in quattro lingue: parla  italiano e romeno, inglese e russo.

## Palmarès
- Campionati italiani: 3
Riviera del Brenta: 2009-10, 2011-12, 2012-13